# Mia electric

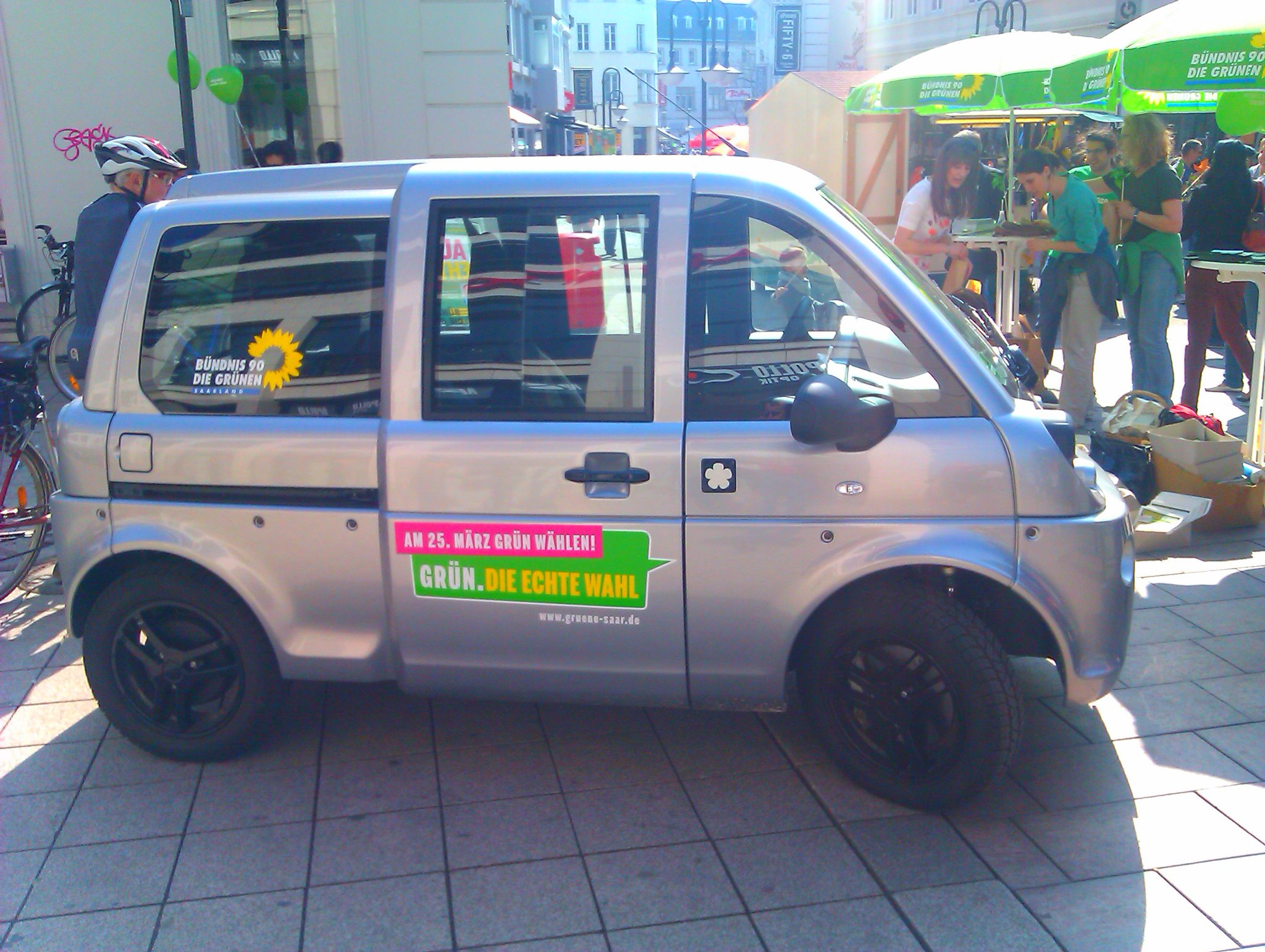
Elektrofahrzeug Mia des Herstellers Mia electric

Die mia electric GmbH mit Sitz in Merzig (Deutschland) und Cerizay (Frankreich) entwickelte das Elektroauto Mia, befand sich ab 2014 in Insolvenz und wurde anschließend liquidiert. Das Nachfolgeunternehmen ist die Fox e-mobility AG, welche einen neuen Mia entwickeln und produzieren wollte.

## Unternehmensentwicklung

### Anfänge und weiterer Verlauf
Die mia electric GmbH war die Mehrheitsgesellschafterin eines im westfranzösischen Ort Cerizay ansässigen Tochterunternehmens, das im Juni 2010 aus der Elektroautosparte des französischen Fahrzeugentwicklers Heuliez gebildet wurde. Dieses Produktionswerk beschäftigte etwa 210 Mitarbeiter und hatte eine Jahreskapazität von 10.000 Fahrzeugen.
Die Mehrheit an der französischen Produktionsgesellschaft mia electric hielt die deutsche mia electric GmbH. Alleingesellschafter der mia electric GmbH war der saarländische Pharmaunternehmer Edwin Kohl (kohlpharma). Die ehemals beteiligte Essener con|energy AG war bereits Ende 2011 ausgestiegen. 2012 hat die Lautlos durch Deutschland GmbH den Vertrieb der mia electric als Generalimporteur für Deutschland übernommen.
Im Juni 2013 veräußerte Edwin Kohl seine Beteiligung von 88 Prozent an die Focus Asia GmbH mit Sitz in Darmstadt. Hinter letzterer stehen internationale Investoren, genauer gesagt ein chinesisch-koreanisches Konsortium von Aktienfondsgesellschaften. Zur Begründung hieß es, die Zahl der verkauften Elektroautos sei hinter den Erwartungen zurückgeblieben.
Minderheitsgesellschafter mit 12 % Unternehmensanteilen blieb die französische Region Poitou-Charentes. Am 7. Oktober 2013 gab die neue Chefin von mia electric, Michele Boos, bekannt, dass der Umsatz des Unternehmens durch niedrigere Preise mithilfe „einer aggressiveren Preispolitik“ erhöht und „Mia für mehr interessierte Käufer erschwinglich“ werden solle. Die neuen Mehrheitseigner planten, das Elektroauto Mia zukünftig vor allem in China zu vermarkten. Im französischen Cerizay sollte die Entwicklungsabteilung und eine Kleinserienproduktion verbleiben.

### Absatzprobleme, finanzielle Schwierigkeiten, Insolvenz
Da der Absatz der Mia deutlich hinter den betrieblichen Planungen zurückgeblieben war, waren die Aussichten von mia electric unklar. So wurden den 210 Beschäftigten die Löhne vom Januar 2014 nicht rechtzeitig ausbezahlt und die Produktion in Cerizay stand seit Mitte Dezember 2013 still, weil Zulieferer nicht bezahlt werden konnten.
Zum 12. Februar 2014 wurde gerichtlich Gläubigerschutz beantragt. Die Unternehmensaktivitäten wurden von der Geschäftsführerin Michelle Boos fortgeführt. Ihr wurde ein vom Gericht bestimmter Verwalter an die Seite gestellt.
Das Unternehmen sollte innerhalb der nachfolgenden sechs Monate restrukturiert werden. Mitte März 2014 wurde der vorgeschlagene Sanierungsplan vom zuständigen Insolvenzgericht angezweifelt.
Zu einer durchgreifenden Restrukturierung kam es nicht mehr. In der zweiten Septemberhälfte des Jahres 2014 sind bei einer Versteigerung die Automobilmarke, die Patente und die Produktionsanlagen von mia electric zum Preis von 1,35 Mio. Euro an den Höchstbietenden, ein Konsortium, im Rahmen einer insolvenzrechtlichen Abwicklung veräußert worden. Das Konsortium, das sich „Mia Génération“ nannte, bestand aus den Unternehmen Kokam, Fulmen und Focus Asia. Diesen Verkauf annullierte das Revisionsgericht von Poitiers im Mai 2015.
So wurde am 8. Juli 2015 erneut eine Versteigerung angesetzt. Durchgesetzt hatte sich diesmal zum Preis von 800.000 Euro ein zunächst anonymer Bieter.
2018 erklärte die Schweizer Gesellschaft Fox Automotive mit Sitz in Herisau Vermögensgegenstände einschließlich Markenrechte und Patente in der Abwicklung für den Mia erworben zu haben; eine Produktion wurde zunächst für 2019 in Ungarn angestrebt. Im Herbst 2019 gab Fox Automotive dann bekannt, dass die Produktion erst 2020 anlaufen solle.